# Star Trek: Discovery
Star Trek: Discovery é uma série de televisão norte-americana criada por Bryan Fuller e Alex Kurtzman, é exibida pela CBS All Access nos Estados Unidos e Canada e pela Netflix no resto do mundo. É a sétima série televisiva da franquia Star Trek, se passando aproximadamente uma década antes dos eventos da série original. Discovery segue as viagens da nave estelar USS Discovery enquanto explora novos mundos e civilizações. Os antagonistas da primeira temporada são os Klingons.

## Premissa
Ocorre aproximadamente dez anos antes dos eventos da série original Star Trek, ST: Discovery mostra as casas unidas dos Klingons envolvendo-se em uma guerra com a Federação Unida de Planetas. Os protagonistas são os tripulantes da USS Discovery.

## Elenco e personagens
- Sonequa Martin-Green como Michael Burnham:

É uma especialista em ciências da USS Discovery. Burnham foi a primeiro oficial da USS Shenzhou, onde foi designada como "Imediata" para homenagear a personagem do mesmo nome retratada por Majel Barrett no episódio piloto da série original "The Cage". Burnham é um ser humano que foi criado seguindo a cultura e tradições vulcanas por Sarek. Ao contrário dos protagonistas das séries anteriores de Star Trek, a personagem não foi criada para ser capitã de uma nave espacial. A ideia é "ver um personagem de uma perspectiva diferente na nave espacial - que possui diferentes relações dinâmicas com um capitão, com subordinados, que nos deu um contexto mais rico". Fuller deliberadamente deu ao personagem um nome originalmente masculino, que ele tinha feito com as duplas femininas de sua série anterior.
- Doug Jones como Saru:

Primeiro oficial da USS Discovery, Saru era anteriormente Diretor de Ciência da USS Shenzhou. Saru é o primeiro Kelpien a entrar na Frota Estelar. Kelpiens, uma nova espécie criada para Discovery, foram caçados como presas em seu planeta natal e, assim, evoluíram a capacidade de sentir a chegada da morte, dando-lhes uma reputação de covardes.
- Shazad Latif como Voq / Ash Tyler:

Um Klingon submetido a cirurgia para se parecer com o humano Tyler, chefe de segurança da USS Discovery.
- Anthony Rapp como Paul Stamets:

Engenheiro chefe a bordo da USS Discovery e oficial de ciência especializado em astromicologia (o estudo de fungos no espaço) cuja pesquisa levou ao desenvolvimento de um sistema experimental de propulsão orgânica na Discovery. O personagem é inspirado por um micologista da vida real com o mesmo nome.
- Mary Wiseman como Sylvia Tilly:

Uma cadete em seu último ano na Academia da Frota Estelar, designada a Discovery. Ela trabalha sob o comando de Stamets, onde se torna colega de quarto com Burnham. A personagem foi incluída para representar as pessoas at the very bottom of this ladder (expressão inglesa que designa uma pessoa de menor importância em um grupo)da hierarquia da Frota Estelar. Ela é "a mais otimista ... tem um grande coração", e o showrunner Aaron Harberts descreveu-a como "a alma do nosso show".
- Jason Isaacs como Gabriel Lorca:

Capitão da Discovery, descrito como um "tático militar brilhante". Isaacs descreveu o personagem como "provavelmente o mais top" entre os capitães de Star Trek anteriormente vistos. Ele interpreta o personagem com um ligeiro sotaque do sul dos EUA e, inicialmente, queria adicionar um slogan para o personagem, sentindo que todos os capitães de Star Trek deveriam ter um, chegando com um "git'r done", que os escritores recusaram devido ao fato de estar sendo amplamente utilizado e comercializado por Larry the Cable Guy.
- Michelle Yeoh como Philippa Georgiou:

Capitã da nave USS Shenzhou, recebendo o comando da nave no ano de 2249. A pedido de Sarek, seu antigo conhecido, aceita Burnham como membra da sua tripulação, logo se tornando uma figura materna para esta. Sarek achava que a história pessoal de Georgiou poderia ajudar Burnham a lidar com seu próprio passado, embora Georgiou receasse que, um dia, a humanidade de Burnham pudesse ser substituída pelo treinamento vulcano que ela havia passado.

## Episódios
| N.º | Título                                                                                                 | Dirigido por         | Escrito por | Lançamento              |
| --- | --- | -------------------- | --- | ----------------------- |
| 1   | "The Vulcan Hello" "O Olá Vulcano"                                                                     | David Semel          | História por : Bryan Fuller & Alex Kurtzman Roteiro por : Akiva Goldsman & Bryan Fuller                                        | 24 de setembro de 2017  |
| 2   | "Battle at the Binary Stars" "Batalha das Estrelas Binárias"                                           | Adam Kane            | História por : Bryan Fuller Roteiro por : Gretchen J. Berg & Aaron Harberts                                                    | 24 de setembro de 2017  |
| 3   | "Context Is for Kings" "Contexto é para Reis"                                                          | Akiva Goldsman       | História por : Bryan Fuller & Gretchen J. Berg & Aaron Harberts Roteiro por : Gretchen J. Berg & Aaron Harberts & Craig Sweeny | 1 de outubro de 2017    |
| 4   | "The Butcher's Knife Cares Not for the Lamb's Cry" "A Faca do Açougueiro Não ouve o Berro do Cordeiro" | Olatunde Osunsanmi   | Jesse Alexander & Aron Eli Coleite                                                                                             | 8 de outubro de 2017    |
| 5   | "Choose Your Pain" "Escolha sua Dor"                                                                   | Lee Rose             | História por : Gretchen J. Berg & Aaron Harberts & Kemp Powers Roteiro por : Kemp Powers                                       | 15 de outubro de 2017   |
| 6   | "Lethe" "Lete"                                                                                         | Douglas Aarniokoski  | Joe Menosky & Ted Sullivan | 22 de outubro de 2017   |
| 7   | "Magic to Make the Sanest Man Go Mad" "Magia para Fazer o Homem Mais São Ficar Louco"                  | David M. Barrett     | Aron Eli Coleite & Jesse Alexander                                                                                             | 29 de outubro de 2017   |
| 8   | "Si Vis Pacem, Para Bellum" "Se Queres a Paz, Prepara-te para a Guerra"                                | John S. Scott        | Kirsten Beyer | 5 de novembro de 2017   |
| 9   | "Into the Forest I Go" "Para a Floresta Eu Vou"                                                        | Chris Byrne          | Bo Yeon Kim & Erika Lippoldt                                                                                                   | 12 de novembro de 2017  |
| 10  | "Despite Yourself" "Apesar de Você"                                                                    | Jonathan Frakes      | Sean Cochran | 7 de janeiro de 2018    |
| 11  | "The Wolf Inside" "O Lobo Interior"                                                                    | TJ Scott             | Lisa Randolph | 14 de janeiro de 2018   |
| 12  | "Vaulting Ambition" "Ambição Desmedida"                                                                | Hanelle M. Culpepper | Jordon Nardino | 21 de janeiro de 2018   |
| 13  | "What's Past Is Prologue" "O Passado é um Prólogo"                                                     | Olatunde Osunsanmi   | Ted Sullivan | 28 de janeiro de 2018   |
| 14  | "The War Without, The War Within" "A Guerra por Fora, a Guerra por Dentro"                             | David Solomon        | Lisa Randolph | 4 de fevereiro de 2018  |
| 15  | "Will You Take My Hand?" "Segure a Minha Mão?"                                                         | Akiva Goldsman       | História por : Akiva Goldsman & Gretchen J. Berg & Aaron Harberts Roteiro por : Gretchen J. Berg & Aaron Harberts              | 11 de fevereiro de 2018 |

1. ↑  O primeiro episódio teve uma estreia especial na CBS junto de seu lançamento no CBS All Access.

## 2ª temporada
Inicialmente, prevista para chegar na Netflix em 2019, a segunda temporada apresentou, entre outros assuntos, o balanço entre ciência e fé. Além disso também mostrou Spock, irmão de Michael. Segundo os produtores esta temporada é mais parecida com a série original.
A tripulação da Discovery une forças com o Capitão Pike para desvendar o mistério de sete sinais vermelhos misteriosos que apareceram em todo o universo.
| Nº | Título                    | Dirigido por         | Escrito por                                        | Lançamento              |
| -- | ------------------------- | -------------------- | -------------------------------------------------- | ----------------------- |
| 1  | Irmão                     | Alex Kurtzman        | Ted Sullivan & Gretchen J. Berg & Aaron Harberts   | 17 de Janeiro de 2019   |
| 2  | Novo Éden                 | Jonathan Frakes      | Story by : Akiva Goldsman & Sean Cochran           | 24 de Janeiro de 2019   |
| 3  | Ponto de luz              | Olatunde Osunsanmi   | Andrew Colville                                    | 31 de Janeiro de 2019   |
| 4  | Uma moeda para Caronte    | Lee Rose             | Jordon Nardino & Gretchen J. Berg & Aaron Harberts | 7 de Fevereiro de 2019  |
| 5  | Santos da imperfeição     | David Barrett        | Kirsten Beyer                                      | 14 de Fevereiro de 2019 |
| 6  | O som do trovão           | Douglas Aarniokoski  | Bo Yeon Kim & Erika Lippoldt                       | 21 de Fevereiro de 2019 |
| 7  | Luz e sombra              | Marta Cunningham     | Ted Sullivan & Vaun Wilmott                        | 28 de Fevereiro de 2019 |
| 8  | Se não me falha a memória | T. J. Scott          | Dan Dworkin & Jay Beattie                          | 7 de Março de 2019      |
| 9  | Projeto Dédalo            | Jonathan Frakes      | Michelle Paradise                                  | 14 de Março de 2019     |
| 10 | O anjo vermelho           | Hanelle M. Culpepper | Chris Silvestri & Anthony Maranville               | 21 de Março de 2019     |
| 11 | Infinito perpétuo         | Maja Vrvilo          | Alan McElroy & Brandon Schultz                     | 28 de Março de 2019     |
| 12 | Pelo Vale das Sombras     | Douglas Aarniokoski  | Bo Yeon Kim & Erika Lippoldt                       | 4 de Abril de 2019      |
| 13 | Doce tristeza - Parte 1   | Olatunde Osunsanmi   | Michelle Paradise & Jenny Lumet & Alex Kurtzman    | 11 de Abril de 2019     |
| 14 | Doce tristeza - Parte 2   | Olatunde Osunsanmi   | Michelle Paradise & Jenny Lumet & Alex Kurtzman    | 18 de Abril de 2019     |